# Pops 20
Pops 20는 SBS V-Radio에서 방송되는 최신 팝 전문 논스톱 BGM 라디오 프로그램이며, 생방송은 매일 오전 11시부터 낮 12시까지, 재방송은 매일 아침 6시부터 아침 7시까지이다.

## 역사
2016년 4월 11일에 SBS V-Radio가 논스톱 음악 전문 채널로 탈바꿈하면서 첫방송을 시작했으며, 원래는 오후 2시에 방송됐으나, 2017년 3월 20일부터 오전 11시로 시간대를 이동했고, 원래는 골든 팝을 선곡했으나, 2017년 3월 20일부터 최신 팝으로 선곡 장르를 변경했다.

## 역대 방송시간
| 방송 채널   | 방송 기간                         | 방송 시간                                                                |
| ----------- | --------------------------------- | ------------------------------------------------------------------------ |
| SBS V-Radio | 2016년 4월 11일 ~ 2017년 3월 19일 | 매일 오후 2:00 ~ 오후 4:00 (생방송), 매일 새벽 2:00 ~ 새벽 4:00 (재방송) |
| SBS V-Radio | 2017년 3월 20일 ~ 현재            | 매일 오전 11:00 ~ 낮 12:00 (생방송), 매일 아침 6:00 ~ 아침 7:00 (재방송) |